# طرح ماهي جشيدي (دنا)
طرح ماهي جشیدي (بالإنجليزية: Tareh Mahi Jashidi)‏ هي منطقة سكنية تقع في إيران في كهكیلویه وبویر أحمد.